# Розчин Тіроде
Розчин Тіроде — це збалансований водний розчин солей та глюкози, осмотичний тиск якого та концентрація іонів близькі до відповідних показників плазми крові; один із фізіологічних розчинів. Запропоновано у 1910 році американським фармакологом М. Тіроде.
Застосовується в медицині, у фізіології для вивчення діяльності тканин поза органами, для перфузії ізольованих органів.

## Склад
Склад розчину для теплокровних (37 °C):
| Інгредієнт | Вміст, % |
| ---------- | -------- |
| NaCl       | 0,800    |
| KCl        | 0,020    |
| CaCl2      | 0,020    |
| NaHCO3     | 0,010    |
| MgCl2      | 0,010    |
| NaH2PO4    | 0,005    |
| Глюкоза    | 0,100    |